# Fangoria Chainsaw Awards
 (février 2023).
La mise en forme du texte ne suit pas les recommandations de Wikipédia : il faut le « wikifier ».
Les points d'amélioration suivants sont les cas les plus fréquents :
- Les titres sont pré-formatés par le logiciel. Ils ne sont ni en capitales, ni en gras.
- Le texte ne doit pas être écrit en capitales (les noms de famille non plus), ni en gras, ni en italique, ni en « petit »…
- Le gras n'est utilisé que pour surligner le titre de l'article dans l'introduction, une seule fois.
- L'italique est rarement utilisé : mots en langue étrangère, titres d'œuvres, noms de bateaux, etc.
- Les citations ne sont pas en italique mais en corps de texte normal. Elles sont entourées par des guillemets français : « et ».
- Les listes à puces sont à éviter, des paragraphes rédigés étant largement préférés. Les tableaux sont à réserver à la présentation de données structurées (résultats, etc.).
- Les appels de note de bas de page (petits chiffres en exposant, introduits par l'outil «  Source ») sont à placer entre la fin de phrase et le point final[comme ça].
- Les liens internes (vers d'autres articles de Wikipédia) sont à choisir avec parcimonie. Créez des liens vers des articles approfondissant le sujet. Les termes génériques sans rapport avec le sujet sont à éviter, ainsi que les répétitions de liens vers un même terme.
- Les liens externes sont à placer uniquement dans une section « Liens externes », à la fin de l'article. Ces liens sont à choisir avec parcimonie suivant les règles définies. Si un lien sert de source à l'article, son insertion dans le texte est à faire par les notes de bas de page.
- La présentation des références doit suivre les conventions bibliographiques. Il est recommandé d'utiliser les modèles {{Ouvrage}}, {{Chapitre}}, {{Article}}, {{Lien web}} et/ou {{Bibliographie}}. Le mode d'édition visuel peut mettre en forme automatiquement les références.
- Insérer une infobox (cadre d'informations à droite) n'est pas obligatoire pour parachever la mise en page.

Pour une aide détaillée, merci de consulter Aide:Wikification.
Si vous pensez que ces points ont été résolus, vous pouvez retirer ce bandeau et améliorer la mise en forme d'un autre article.
Les Fangoria Chainsaw Awards sont des récompenses remis à des films d'horreurs et des thrillers. Cette cérémonie est organisée par le magazine Fangoria,. La cérémonie a lieu tous les ans.

## Historique
La première édition a lieu en 1992 et va évoluer en 2015 en récompensant les séries télévisées.

## Catégories de récompense

### Film
- Meilleur film à large diffusion (Best Wide Release Film)
- Meilleur film à diffusion limitée (Best Limited Release Film)
- Meilleur film de première en streaming (Best Streaming Premiere Film)
- Meilleur film international (Best International Film)
- Meilleur film documentaire (Best Documentary Film)
- Meilleur premier film (Best First Film)
- Meilleur réalisateur (Best Director)
- Meilleure performance dans un rôle principal (Best Lead Performance)
- Meilleure performance dans un second rôle (Best Supporting Performance)
- Meilleur scénario (Best Screenplay)
- Meilleure musique de film (Best Score)
- Meilleure photographie (Best Cinematography)
- Meilleur maquillage des effets spéciaux (Best Makeup FX)
- Meilleurs effets spéciaux de créature (Best Creature FX)
- Meilleure conception de costumes (Best Costume Design)
- Meilleur court métrage (Best Short)
- Meilleur meurtre (Best Kill)

### Television
- Best TV Series
- Best Nonfiction Series or Miniseries

### Special Awards
- Fangoria Horror Hall of Fame
- Fangoria Lifetime Achievement Award
- The Editor's Eyeball Award

## Editions
Ce palmarès provient du site IMDb.
| Année de l'édition | Meilleur film avec diffusion large | Meilleur film avec diffusion limitée |
| ------------------ | ---------------------------------- | ------------------------------------ |
| 1991               | Le Silence des agneaux             | Re-Animator 2                        |
| 1992               | Dracula                            | The Resurrected                      |
| 1993               | Evil Dead 3                        | Braindead                            |
| 1994               | The Crow                           | Phantasm 3                           |
| 1995               | Aucune cérémonie                   | Aucune cérémonie                     |
| 1996               | Seven                              | Castle Freak                         |
| 1997               | Scream                             | Dellamorte Dellamore                 |
| 1998               | Scream 2                           | Lost Highway                         |
| 1999               | Dark City                          | Les Ailes de la nuit                 |
| 2000               | Le Sixième Sens                    | Le Jour de la bête                   |
| 2001               | American Psycho                    | Cherry Falls                         |
| 2002               | Jeepers Creepers                   | Ginger Snaps                         |
| 2003               | Le Cercle                          | Dog Soldiers                         |
| 2004               | 28 Jours plus tard                 | Bubba Ho-tep                         |
| 2005               | Shaun of the Dead                  | Ginger Snaps : Résurrection          |
| 2006               | The Devil's Rejects                | Toolbox Murders                      |
| 2007               | Aucune cérémonie                   | Aucune cérémonie                     |
| 2008               | Aucune cérémonie                   | Aucune cérémonie                     |
| 2009               | Hellboy 2                          | Morse                                |
| 2010               | Jusqu'en enfer                     | Trick 'r Treat                       |
| 2011               | Black Swan                         | The Human Centipede (First Sequence) |
| 2012               | Insidious                          | Tucker et Dale fightent le mal       |
| 2013               | La Cabane dans les bois            | Absentia                             |
| 2014               | Conjuring : Les Dossiers Warren    | V/H/S 2                              |
| 2015               | The Mirror                         | Mister Babadook                      |
| 2016               | It Follows                         | Vampires en toute intimité           |
| 2017               | The Witch                          | The Jane Doe Identity                |
| 2018               | Aucune cérémonie                   | Aucune cérémonie                     |
| 2019               | Hérédité                           | Mandy                                |
| 2020               | Midsommar                          | The Lighthouse                       |
| 2021               | Invisible Man                      | Color Out of Space                   |
| 2022               | Malignant                          | Psycho Goreman                       |

## Palmarès 1990

### 1991
Sont indiqués les différents nommés avec, en gras, le film gagnant
- Meilleur film à large diffusion : Le Silence des agneaux - Terminator 2 : Le Jugement dernier - Le Sous-sol de la peur - La Famille Addams
- Meilleur film avec une diffusion limitée ou sortie en DTV : Re-Animator 2 - Maniac Cop 2 - Le puits et le pendule - The unborn - Warlock
- Meilleure acteur cinéma dans un rôle principal : Anthony Hopkins (Le Silence des agneaux)
- Meilleure actrice cinéma dans un rôle principal : Jodie Foster (Le Silence des agneaux)
- Meilleure acteur cinéma dans un rôle secondaire : Brad Dourif (Body Parts)
- Meilleure actrice cinéma dans un rôle secondaire : Christina Ricci (La Famille Addams)
- Meilleur scénario : Le Silence des agneaux - Terminator 2 : Le Jugement dernier - Re-Animator 2 - Le Sous-sol de la peur - Warlock
- Meilleur musique : Terminator 2 : Le Jugement dernier - Body Parts - Le puits et le pendule - Le Silence des agneaux - Warlock
- Meilleur maquillage/effet spéciaux dans un film : Terminator 2 : Le Jugement dernier - Body Parts - Re-Animator 2 - Borrower - Le Sous-sol de la peur
- Pire film : La Fin de Freddy : L'Ultime Cauchemar

### 1992

#### Meilleur film avec une large diffusion
- Dracula
  - Hellraiser 3
  - Candyman
  - Innocent Blood
  - Alien 3

#### Meilleur film avec une diffusion limitée ou sortie enDTV
- The Resurrected
  - Bienvenue en enfer
  - Frères de sang 3 : La Progéniture
  - Le Frigo
  - Scanners III : Puissance maximum

#### Meilleure acteur
- Gary Oldman dans Dracula

#### Meilleure actrice
- Virginia Madsen dans Candyman
  - Sigourney Weaver pour le rôle du lieutenant Ellen Ripley dans Alien 3

#### Meilleure acteur dans un rôle secondaire
- Anthony Hopkins dans Dracula
  - Charles S. Dutton pour le rôle de Dillon dans Alien 3

#### Meilleure actrice dans un rôle secondaire
- Alice Krige dans La Nuit déchirée

#### Meilleur scénario
- Dracula
  - Candyman
  - Le Festin nu
  - Hellraiser 3
  - The Resurrected

#### Meilleur musique
- Dracula
  - Candyman
  - L'Esprit de Caïn
  - Le Festin nu
  - Twin Peaks: Fire Walk with Me

#### Meilleur maquillage / effet spéciaux dans un film
- Dracula'
  - Dr. Rictus
  - Le Festin nu
  - Hellraiser 3
  - Innocent Blood

#### Pire film
- Dr. Rictus

### 1993

#### Meilleur film à large diffusion
- Evil Dead 3
  - Jurassic Park
  - Jason va en enfer (Jason Goes to Hell: The Final Friday)
  - La Part des ténèbres (The Dark Half)
  - L'Étrange Noël de monsieur Jack (The Nightmare Before Christmas)

#### Meilleur film avec une diffusion limitée ou sortie enDTV
- Braindead
  - Le Souffle du démon (Dust Devil)
  - La Cité des monstres (Freaked)
  - Le Retour des morts-vivants 3 (Return of the living dead 3)
  - Ticks (Infested)

#### Meilleure acteur dans un rôle principal
- Bruce Campbell pour le rôle de Ash Williams dans Evil Dead 3

#### Meilleure actrice un rôle principal
- Melinda Clarke pour le rôle de Julie Walker dans Le Retour des morts-vivants 3 (Return of the living dead 3)

#### Meilleure acteur un rôle secondaire
- Jeff Goldblum pour le rôle du Pr Ian Malcolm dans Jurassic Park

#### Meilleure actrice dans un rôle secondaire
- Embeth Davidtz pour le rôle de Sheila dans Evil Dead 3

#### Meilleur scénario
- La Part des ténèbres (The Dark Half)
  - Braindead
  - La Cité des monstres (Freaked)
  - Jason va en enfer (Jason Goes to Hell: The Final Friday)
  - L'Ambulance  (The Ambulance)

#### Meilleur musique
- Evil Dead 3
  - La Part des ténèbres (The Dark Half)
  - La Cité des monstres (Freaked)
  - Le Souffle du démon (Dust Devil)
  - Le Bazaar de l'épouvante (Needful Things)

#### Meilleur maquillage/effet spéciaux dans un film
- Evil Dead 3
  - Braindead
  - La Cité des monstres (Freaked)
  - Leprechaun
  - La Part des ténèbres (The Dark Half)

#### Pire film
- Leprechaun

### 1994
- Meilleur film à large diffusion : The Crow - Entretien avec un vampire - Frankenstein - Wolf - Freddy sort de la nuit
- Meilleur film avec une diffusion limitée ou sortie en DTV : Phantasm 3 : Le Seigneur de la Mort - Body Snatchers - Cronos - Jack Be Nimble - Trauma
- Meilleure acteur cinéma dans un rôle principal : Brandon Lee (The Crow)
- Meilleure actrice cinéma dans un rôle principal : Heather Langenkamp (Freddy sort de la nuit)
- Meilleure acteur cinéma dans un rôle secondaire : Antonio Banderas (Entretien avec un vampire)
- Meilleure actrice cinéma dans un rôle secondaire : Kirsten Dunst (Entretien avec un vampire)
- Meilleur scénario : Freddy sort de la nuit - Cronos - Entretien avec un vampire - Frankenstein - Jack Be Nimble
- Meilleur musique : The Crow - Cronos - Entretien avec un vampire - Frankenstein - Wolf
- Meilleur maquillage/effet spéciaux dans un film : Entretien avec un vampire - Frankenstein - Phantasm 3 : Le Seigneur de la Mort - La Nuit des Démons 2 - Les Maîtres du monde
- Pire film : Leprechaun 2

### 1996
- Meilleur film à large diffusion : Seven
- Meilleur film avec une diffusion limitée ou sortie en DTV : Castle Freak
- Meilleure acteur cinéma dans un rôle principal : Christopher Walken (The Prophecy)
- Meilleure actrice cinéma dans un rôle principal : Jada Pinkett Smith (Le Cavalier du Diable)
- Meilleure acteur cinéma dans un rôle secondaire : Kevin Spacey (Seven)
- Meilleure actrice cinéma dans un rôle secondaire : Virginia Madsen (The Prophecy)
- Meilleur scénario : Seven
- Meilleur musique : Le Maître des illusions
- Meilleur maquillage/effet spéciaux dans un film : Le Cavalier du Diable
- Pire film : Halloween 6

### 1997

#### Meilleur film à large diffusion
- Scream
  - Dangereuse Alliance
  - Fantômes contre fantômes
  - Une nuit en enfer

#### Meilleur film avec une diffusion limitée ou sortie enDTV
- Dellamorte Dellamore
  - The Cold Light of Day
  - Le Dentiste
  - Necronomicon
  - Tremors 2 : Les Dents de la Terre

#### Meilleure acteur
- George Clooney (Une nuit en enfer)

#### Meilleure actrice
- Neve Campbell pour le rôle de Sidney Prescott dans (Scream)

#### Meilleure acteur cinéma dans un rôle secondaire
- Jeffrey Combs (Fantômes contre fantômes)

#### Meilleure actrice dans un second rôle
- Drew Barrymore pour le rôle de Casey Becker dans (Scream)

#### Meilleur scénario
- Scream – Kevin Williamson
  - Dangereuse Alliance
  - Dellamorte Dellamore
  - Fantômes contre fantômes
  - Une nuit en enfer

#### Meilleur musique
- Fantômes contre fantômes
  - Dellamorte Dellamore
  - L'Île du docteur Moreau
  - Une nuit en enfer
  - La Peau sur les os

#### Meilleur maquillage/effet spéciaux dans un film
- Une nuit en enfer
  - Dellamorte Dellamore
  - Fantômes contre fantômes
  - Hellraiser: Bloodline
  - Night of the scarecrow

#### Pire film
- The Crow : La Cité des anges

### 1998

#### Meilleur film avec une large diffusion
- Scream 2
  - Alien, la résurrection (Alien: Resurrection)
  - L'Associé du diable

#### Meilleur film avec une diffusion limitée ou sortie enDTV
- Lost Highway
  - Crash

#### Meilleur acteur
- Al Pacino dans L'Associé du diable

#### Meilleure actrice
- Sigourney Weaver pour le rôle du huitième clone d'Ellen Ripley dans Alien, la résurrection (Alien: Resurrection)
  - Neve Campbell pour le rôle de Sidney Prescott dans Scream 2

#### Meilleur acteur dans un second rôle
- Robert Blake dans Lost Highway
  - Liev Schreiber pour le rôle de Cotton Weary dans Scream 2

#### Meilleure actrice dans un second rôle
- Courteney Cox pour le rôle de Gale Weathers dans Scream 2

#### Meilleur scénario
- Scream 2 – Kevin Williamson
  - Lost Highway

#### Meilleur musique
- Lost Highway
  - Mimic

#### Meilleur maquillage / effets spéciaux
- Starship Troopers – Phil Tippett et Kevin Yagher
  - Alien, la résurrection (Alien: Resurrection) – Alec Gillis et Tom Woodruff Jr.

#### Pire film
- Spawn
  - Anaconda, le prédateur

### 1999

#### Meilleur film à large diffusion
- Dark City
  - Halloween, 20 ans après
  - Un élève doué
  - Vampires
  - La Fiancée de Chucky

#### Meilleur film avec une diffusion limitée ou sortie enDTV
- Les Ailes de la nuit
  - Cube
  - Funny Games
  - Shadow Builder
  - The Ugly

#### Meilleur acteur
- James Woods pour le rôle de Jack Crow dans Vampires (John Carpenter's Vampires)
  - Wesley Snipes pour le rôle de Eric Brooks et Blade dans Blade

#### Meilleure actrice
- Jamie Lee Curtis pour le rôle de Laurie Strode et Keri Tate dans Halloween, 20 ans après (Halloween H20: Twenty Years Later)

#### Meilleur acteur dans un second rôle
- Udo Kier pour le rôle de Gitano Dragonetti dans Blade

#### Meilleure actrice dans un second rôle
- Sheryl Lee pour le rôle de Katrina dans Vampires (John Carpenter's Vampires)

#### Meilleur scénario
- Dark City
  - La Fiancée de Chucky
  - Funny Games
  - Un élève doué
  - Vampires

#### Meilleure musique
- Vampires
  - Dark City
  - Un élève doué
  - Comportements troublants
  - Le Témoin du mal

#### Meilleur maquillage / effet spéciaux dans un film
- La Fiancée de Chucky
  - Blade – Greg Cannom
  - La Mutante 2
  - Strangeland
  - The Faculty

#### Pire film
- Souviens-toi... l'été dernier 2
  - Godzilla

## Palmarès 2000

### 2000

#### Meilleur film à large diffusion
- Sixième Sens (The Sixth Sense)
  - eXistenZ
  - Hypnose (Stir of Echoes)
  - Le Projet Blair Witch (The Blair Witch Project)
  - Sleepy Hollow

#### Meilleur film avec une diffusion limitée ou sortie enDTV
- Le Jour de la bête (El día de la bestia)
  - The Eternal: Kiss of the Mummy (Trance)
  - Ouvre les yeux (Abre los ojos)
  - Perfect Blue (パーフェクトブルー , Pāfekuto Burū)
  - Le Syndrome de Stendhal (La sindrome di Stendhal)

#### Meilleur acteur
- Johnny Depp pour le rôle de Ichabod Crane dans Sleepy Hollow
  - Álex Angulo pour le rôle du curé Ángel Beriartúa dans Le Jour de la bête (El día de la bestia)
  - Kevin Bacon pour le rôle de Tom Witzky dans Hypnose (Stir of Echoes)
  - Robert Carlyle pour le rôle du colonel Ives / Colqhoun dans Vorace (Ravenous)
  - Bruce Willis pour le rôle du Dr Malcolm Crowe dans Sixième Sens (The Sixth Sense)

#### Meilleure actrice
- Heather Donahue Le Projet Blair Witch
  - Asia Argento pour le rôle de Anna Manni dans Le Syndrome de Stendhal (La sindrome di Stendhal)
  - Heather Donahue pour le rôle de Heather Donahue dans Le Projet Blair Witch (The Blair Witch Project)
  - Jennifer Jason Leigh pour le rôle de Allegra Geller dans eXistenZ
  - Jillian McWhirter pour le rôle de Sherry Burton dans L'Enfant du futur (Progeny)

#### Meilleur acteur dans un second rôle
- Haley Joel Osment pour le rôle de Cole Sear dans Sixième Sens (The Sixth Sense)
  - Seth Green pour le rôle de Mick dans La Main qui tue (Idle Hands)
  - Joshua Leonard pour le rôle de Joshua « Josh » Leonard dans Le Projet Blair Witch (The Blair Witch Project)
  - Arnold Vosloo pour le rôle de le Grand Prêtre Imhotep dans La Momie (The Mummy)

#### Meilleure actrice dans un second rôle
- Toni Collette pour le rôle de Lynn Sear dans Sixième Sens (The Sixth Sense)
  - Penélope Cruz pour le rôle de Sofía, la conquête de César Ouvre les yeux (Abre los ojos)
  - Illeana Douglas pour le rôle de Lisa dans Hypnose (Stir of Echoes)
  - Miranda Richardson pour le rôle de lady Mary Van Tassel dans Sleepy Hollow
  - Santiago Segura pour le rôle de José María dans Le Jour de la bête (El día de la bestia)

#### Meilleur scénario
- Sixième Sens (The Sixth Sense) – M. Night Shyamalan
  - eXistenZ – David Cronenberg
  - Hypnose (Stir of Echoes) – David Koepp
  - Le Jour de la bête (El día de la bestia) – Jorge Guerricaechevarría et Álex de la Iglesia
  - Ouvre les yeux (Abre los ojos) – Alejandro Amenábar et Mateo Gil

#### Meilleure musique de film
- Sleepy Hollow – Danny Elfman
  - eXistenZ – Howard Shore
  - La Momie (The Mummy) – Jerry Goldsmith
  - Le Syndrome de Stendhal (La sindrome di Stendhal) – Ennio Morricone
  - Vorace (Ravenous) – Damon Albarn et Michael Nyman

#### Meilleur maquillage pour les effets spéciaux de créature
- Sleepy Hollow – Kevin Yagher
  - L'Enfant du futur (Progeny) – Screaming Mad George
  - eXistenZ – James Isaac et Stephan Dupuis
  - La Main qui tue (Idle Hands) – Greg Cannom
  - La Momie (The Mummy) – Nick Dudman et John Andrew Berton Jr.

#### Pire film
- Hantise (The Haunting)
  - Le Projet Blair Witch (The Blair Witch Project)

### 2001

#### Meilleur film à large diffusion
- American Psycho
  - The Cell
  - Destination finale (Final Destination)
  - L'Ombre du vampire (Shadow of the Vampire)
  - Pitch Black

#### Meilleur film avec une diffusion limitée ou sortie enDTV
- Cherry Falls
  - Phantom Lover
  - Le Phare de l'angoisse (Lighthouse)
  - La Sagesse des crocodiles (The Wisdom of Crocodiles)
  - Requiem for a Dream

#### Meilleure acteur
- Christian Bale pour le rôle de Patrick Bateman dans American Psycho
  - Kevin Bacon pour le rôle de Sebastian Caine dans Hollow Man : L'Homme sans ombre (Hollow Man)
  - Willem Dafoe pour le rôle de Max Schreck et le comte Orlok (Nosferatu) dans L'Ombre du vampire (Shadow of the Vampire)
  - Vin Diesel pour le rôle de Richard B. Riddick dans Pitch Black
  - Jude Law pour le rôle de Steven Grlscz dans La Sagesse des crocodiles (The Wisdom of Crocodiles)

#### Meilleure actrice
- Ellen Burstyn pour le rôle de Sara Goldfarb dans Requiem for a Dream
  - Radha Mitchell pour le rôle de Carolyn Fry dans Pitch Black
  - Brittany Murphy pour le rôle de Jody Marken Cherry Falls
  - Michelle Pfeiffer pour le rôle de Claire Spencer dans Apparences (What Lies Beneath)

#### Meilleur acteur dans un second rôle
- Vincent D'Onofrio pour le rôle de Carl Rudolph Stargher dans The Cell
  - Udo Kier pour le rôle de Albin Grau, producteur, décorateur et costumier dans L'Ombre du vampire (Shadow of the Vampire)
  - Marlon Wayans pour le rôle de Tyrone C. Love dans Requiem for a Dream

#### Meilleure actrice dans un second rôle
- Parker Posey pour le rôle de Jennifer Jolie dans Scream 3
  - Jennifer Connelly pour le rôle de Marion Silver dans Requiem for a Dream
  - Barbara Jefford pour le rôle de la baronne Kessler dans La Neuvième Porte (The Ninth Gate)
  - Erica Leerhsen pour le rôle de Erica Leerhsen dans Blair Witch 2 : Le Livre des ombres (Book of Shadows: Blair Witch 2)
  - Chloë Sevigny pour le rôle de Jean, la secrétaire dans American Psycho

#### Meilleur scénario
- L'Ombre du vampire (Shadow of the Vampire) – Steven Katz
  - American Psycho – Mary Harron et Guinevere Turner
  - The Cell – Mark Protosevich
  - Pitch Black – David Twohy, Jim Wheat et Ken Wheat
  - Requiem for a Dream – Darren Aronofsky et Hubert Selby Jr.

#### Meilleur musique
- The Cell – Howard Shore
- La Neuvième Porte (The Ninth Gate) – Wojciech Kilar
  - American Psycho – John Cale
  - Hollow Man : L'Homme sans ombre (Hollow Man) – Jerry Goldsmith
  - Requiem for a Dream – Clint Mansell

#### Meilleur maquillage pour les effets spéciaux de créature
- L'Ombre du vampire (Shadow of the Vampire) – Pauline Fowler, Julian Murray et Amber Sibley
  - The Cell – Michèle Burke
  - Komodo – John Cox
  - Pitch Black – John Cox et Patrick Tatopoulos
  - Requiem for a Dream – Vincent J. Guastini

#### Pire film
- Blair Witch 2 : Le Livre des ombres (Book of Shadows: Blair Witch 2)
  - Hellraiser 5 : Inferno (Hellraiser: Inferno)
  - Urban Legend 2 : Coup de grâce (Urban Legends: Final Cut)

### 2002
- Meilleur film à large diffusion : Jeepers Creepers - Les Autres - Hannibal - Une virée en enfer - From Hell
- Meilleur film avec une diffusion limitée ou sortie en DTV : Ginger Snaps - Le Couvent - Audition - Session 9 - L'Échine du Diable
- Meilleure acteur cinéma dans un rôle principal : Anthony Hopkins (Hannibal)
- Meilleure actrice cinéma dans un rôle principal : Nicole Kidman (Les Autres)
- Meilleure acteur cinéma dans un rôle secondaire : Jonathan Breck (Jeepers Creepers)
- Meilleure actrice cinéma dans un rôle secondaire : Adrienne Barbeau (Le Couvent)
- Meilleur scénario : Ginger Snaps - Le Couvent - Audition - Hannibal - L'Échine du Diable
- Meilleur musique : Hannibal - From Hell - L'Échine du Diable - Ginger Snaps - Une virée en enfer
- Meilleur maquillage/effet spéciaux dans un film : 13 fantômes - Jeepers Creepers - Ginger Snaps - Hannibal - Route 666
- Pire film : Mortelle Saint-Valentin - Le Retour de la momie - 13 fantômes

### 2003

#### Meilleur film à large diffusion
- Le Cercle (The Ring)
  - Blade 2
  - Emprise
  - Le Pacte des Loups
  - Signes (Signs)

#### Meilleur film à diffusion limitée ousorti directementen vidéo
- Dog Soldiers
  - Dagon
  - Wendigo
  - La Sirène mutante
  - Wolf Girl

#### Meilleur acteur
- Robin Williams pour le rôle de Sy Parrish dans Photo Obsession (One Hour Photo)
  - Mel Gibson pour le rôle de Graham Hess dans Signes (Signs)

#### Meilleure actrice
- Naomi Watts pour le rôle de Rachel Keller dans Le Cercle (The Ring)

#### Meilleur acteur dans un second rôle
- Ralph Fiennes pour le rôle de Francis Dolarhyde dans Dragon rouge

#### Meilleure actrice dans un second rôle
- Monica Bellucci pour le rôle de Sylvia dans Le Pacte des loups
  - Connie Nielsen pour le rôle de Nina Yorkin dans Photo Obsession (One Hour Photo)

#### Meilleur scénario
- Emprise
  - Blade 2
  - Dagon
  - Wendigo
  - Wolf Girl

#### Meilleure musique de film
- Le Cercle (The Ring)
  - Abîmes
  - Emprise
  - Le Pacte des Loups
  - Trouble Every Day

#### Meilleur maquillage / effets spéciaux
- Blade 2 – Steve Johnson et Tippett Studio
  - Dagon
  - La Sirène mutante
  - Le Pacte des Loups
  - No Such Thing

#### Pire film
- Terreur.point.com
  - Le Cercle (The Ring)
  - Halloween: Resurrection
  - Signes (Signs)
  - Le Vaisseau de l'angoisse

### 2004

#### Meilleur film à large diffusion
- 28 Jours plus tard (28 Days Later)
  - Cabin Fever
  - Détour mortel
  - La Maison des mille morts
  - Massacre à la tronçonneuse

#### Meilleur film avec une diffusion limitée ou sortie enDTV
- Bubba Ho-tep
  - Beyond Re-Animator
  - May
  - Nightstalker
  - Spider

#### Meilleure acteur
- Bruce Campbell pour le rôle de Elvis Presley et Sebastian Haff dans Bubba Ho-tep
  - Cillian Murphy pour le rôle de Jim dans 28 Jours plus tard (28 Days Later)

#### Meilleure actrice
- Angela Bettis pour le rôle de May Dove Canady dans May

#### Meilleure acteur dans un second rôle
- Sid Haig pour le rôle du capitaine Spaulding et James Cutter dans La Maison des mille morts (House of 1000 Corpses)
  - Brendan Gleeson pour le rôle de Frank dans 28 Jours plus tard (28 Days Later)

#### Meilleure actrice dans un second rôle
- Karen Black pour le rôle de la mère Firefly dans La Maison des mille morts) (House of 1000 Corpses)
  - Naomie Harris pour le rôle de Séléna dans 28 Jours plus tard (28 Days Later)

#### Meilleur scénario
- 28 Jours plus tard (28 Days Later) – Alex Garland

#### Meilleur musique
- Cabin Fever
  - Dreamcatcher : L'Attrape-rêves
  - Flesh for the Beast
  - Spider
  - Willard

#### Meilleur maquillage pour les effets spéciaux de créature
- Freddy contre Jason
  - 28 Jours plus tard (28 Days Later) – Alan Hedgcock et Cliff Wallace
  - Cabin Fever
  - Jeepers Creepers 2
  - La Maison des mille morts (House of 1000 Corpses)

#### Importation la plus dérangeante (Film étranger le plus effrayant)
- Godzilla: Final Wars

#### Pire film
- House of the Dead
  - 28 Jours plus tard (28 Days Later)
  - Dreamcatcher : L'Attrape-rêves
  - Jeepers Creepers 2

### 2005

#### Meilleur film à large diffusion
- Shaun of the dead
  - L'Armée des morts
  - Hellboy
  - Saw
  - Open Water : En eaux profondes

#### Meilleur film avec une diffusion limitée ou sortie enDTV
- Ginger Snaps : Résurrection
  - The Machinist
  - Dead End
  - My Little Eye
  - Lucky

#### Meilleure acteur
- Simon Pegg dans Shaun of the dead

#### Meilleure actrice
- Emily Perkins dans Ginger Snaps : Résurrection
  - Bryce Dallas Howard pour le rôle de Ivy Walker dans Le Village (The Village)

#### Meilleure acteur dans un second rôle
- Nick Frost dans Shaun of the dead

#### Meilleure actrice dans un second rôle
- Tatiana Maslany dans Ginger Snaps : Résurrection

#### Meilleur scénario
- Shaun of the dead
  - Ginger Snaps : Résurrection
  - Hellboy
  - The Machinist
  - My Little Eye

#### Meilleur musique
- The Grudge
  - Hellboy
  - Ginger Snaps : Résurrection
  - The Machinist
  - Le Fils de Chucky

#### Meilleur maquillage / effet spéciaux
- Hellboy
  - L'Armée des morts
  - Shaun of the Dead
  - La Mutante 3
  - Starship Troopers 2 : Héros de la Fédération

#### Pire film
- Le Village (The Village)
  - Van Helsing
  - The Grudge
  - Alien vs. Predator

### 2006

#### Meilleur film à large diffusion
- The Devil's Reject
  - L'Exorcisme d'Emily Rose
  - Haute Tension
  - Le Territoire des morts 
  - Wolf Creek

#### Meilleur film avec une diffusion limitée ou sortie enDTV
- Toolbox Murders
  - Au service de Satan
  - Dead Birds
  - L'Écorché
  - La Secte sans nom

#### Meilleure acteur
- Sid Haig pour le rôle du capitaine Spaulding et James Cuttere dans The Devil's Rejects

#### Meilleure actrice
- Cécile de France pour le rôle de Marie dans Haute Tension
  - Jennifer Connelly pour le rôle de Dahlia Williams dans Dark Water

#### Meilleur acteur dans un second rôle
- William Forsythe pour le rôle du shérif John Quincy Wydell dans The Devil's Rejects
  - John C. Reilly pour le rôle de M. Murray dans Dark Water

#### Meilleure actrice dans un second rôle
- Leslie Easterbrook pour le rôle de Gloria Firefly dans The Devil's Rejects

#### Meilleure héroïne (Poussin avec qui tu ne veux pas jouer)
- Anna Faris pour le rôle de Cindy Campbell dans Scary Movie 4

#### Meilleur scénario
- The Devil's Rejects
  - Au service de Satan
  - Dark Water – Rafael Yglesias
  - Le Territoire des morts
  - Wolf Creek

#### Meilleure musique de film
- The Devil's Rejects
  - Dark Water – Angelo Badalamenti
  - Dead Birds
  - L'Exorcisme d'Emily Rose
  - Wolf Creek

#### Meilleur maquillage/effet spéciaux dans un film
- Le Territoire des morts
  - Dead Birds
  - Haute Tension
  - L'Écorché
  - Toolbox Murders

#### L'enfant le plus effrayant
- Seamus Davey-Fitzpatrick pour le rôle de Damien Thorn dans La Malédiction (The Omen)

#### Les meurtres les plus excitants
- La Malédiction (The Omen) pour "la décapitation"

#### Pire film
- The Fog

### 2009

#### Meilleur film à large diffusion
- Hellboy 2
  - Cloverfield
  - En quarantaine
  - Les Ruines (The Ruins)
  - The Strangers

#### Meilleur film avec une diffusion limitée ou sortie enDTV
- Morse
  - Jack Brooks : Tueur de Monstres
  - The Living and the Dead
  - Solitaire
  - Stuck

#### Meilleure acteur cinéma dans un rôle principal
- Ron Perlman dans Hellboy 2

#### Meilleure actrice cinéma dans un rôle principal
- Lina Leandersson dans Morse

#### Meilleure acteur cinéma dans un rôle secondaire
- Doug Jones dans Hellboy 2

#### Meilleure actrice cinéma dans un rôle secondaire
- Béatrice Dalle dans À l'intérieur

#### Meilleur scénario
- Morse
  - Hellboy 2
  - Jack Brooks : Tueur de Monstres
  - Stuck
  - Teeth

#### Meilleur musique
- Morse
  - Cloverfield
  - Jack Brooks : Tueur de Monstres
  - The Strangers
  - Teeth

#### Meilleur maquillage/effet spéciaux dans un film
- Hellboy 2
  - En quarantaine
  - Jack Brooks : Tueur de Monstres
  - À l'intérieur
  - Trailer Park of Terror

#### Pire film
- Le Bal de l'horreur
  - Phénomènes
  - Saw V
  - Twilight, chapitre I : Fascination

## Palmarès 2010

### 2010

#### Meilleur film à large diffusion
- Jusqu'en enfer (Drag Me to Hell)
  - Bienvenue à Zombieland (Zombieland)
  - La Dernière Maison sur la gauche (The Last House on the Left)
  - Paranormal Activity
  - La Route (The Road)

#### Meilleur film avec une diffusion limitée ou sortie enDTV
- Trick 'r Treat
  - The Children
  - Les Créatures de l'Ouest (The Burrowers)
  - Deadgirl
  - Martyrs
  - REC

#### Meilleure acteur
- Jesse Eisenberg pour le rôle de « Columbus » dans Bienvenue à Zombieland (Zombieland)

#### Meilleure actrice
- Morjana Alaoui pour le rôle de Anna dans Martyrs
  - Virginia Madsen pour le rôle de Sara Campbell dans Le Dernier Rite (The Haunting in Connecticut)

#### Meilleure acteur dans un rôle secondaire
- Dylan Baker pour le rôle de Steven dans Trick 'r Treat
  - Noah Segan pour le rôle de J.T. dans Deadgirl

#### Meilleure actrice dans un rôle secondaire
- Lorna Raver pour le rôle de Sylvia Ganush dans Jusqu'en enfer (Drag Me to Hell)
  - Mylène Jampanoï pour le rôle de Lucie dans Martyrs

#### Meilleur scénario
- Martyrs – Pascal Laugier
  - The Children – Tom Shankland
  - Les Créatures de l'Ouest (The Burrowers) – J. T. Petty
  - Deadgirl – Trent Haaga
  - Inside (From Within) – Brad Keene
  - Surveillance – Kent Harper et Jennifer Lynch

#### Meilleur musique
- Jusqu'en enfer (Drag Me to Hell) – Christopher Young
  - The Box – Win Butler, Régine Chassagne et Owen Pallett
  - Les Créatures de l'Ouest (The Burrowers) – Joseph LoDuca
  - Grace – Austin Wintory
  - The House of the Devil – Jeff Grace

#### Meilleur maquillage pour les effets spéciaux de créature
- Splinter – Ozzy Alvarez et Justin Raleigh
  - Martyrs – Benoît Lestang
  - Deadgirl – James Ojala
  - Les Créatures de l'Ouest (The Burrowers) – Robert Hall
  - Le Dernier Rite (The Haunting in Connecticut) – Todd Masters
  - Le Terminus de l'horreur (End of the Line) – Adrien Morot

#### Pire film
- Vendredi 13 (Friday the 13th)
  - Halloween II (Halloween 2)
  - The Box
  - Destination finale 4 (The Final Destination)
  - Paranormal Activity
  - Twilight, chapitre II : Tentation (The Twilight Saga: New Moon)

### 2011
- Meilleur film à large diffusion : Black Swan - Laisse-moi entrer - Splice - The Crazies - Le dernier exorcisme
- Meilleur film avec une diffusion limitée ou sortie en DTV : The Human Centipede (First Sequence) - Antichrist - Buried - Monsters - [Rec]²
- Meilleure acteur cinéma dans un rôle principal : Ryan Renolds (Buried)
- Meilleure actrice cinéma dans un rôle principal : Natalie Portman (Black Swan)
- Meilleure acteur cinéma dans un rôle secondaire : Richard Jenkins (Laisse-moi entrer)
- Meilleure actrice cinéma dans un rôle secondaire : Barbara Hershey (Black Swan)
- Meilleur scénario : Black Swan - Buried - [Rec]² - Triangle - Enchère et en os
- Meilleur musique : Black Swan - Buried - Triangle - Enchère et en os - Splice
- Meilleur maquillage/effet spéciaux dans un film : Daybreakers - Black Swan - Splice - Enchère et en os - The Crazies
- Pire film : Freddy : Les griffes de la nuit - My Soul to Take - Mords-moi sans hésitation

### 2012
- Meilleur film à large diffusion : Insidious - Fright Night - Don't Be Afraid of the Dark - Hell Driver - Destination Finale 5 - Paranormal Activity 3
- Meilleur film avec une diffusion limitée ou sortie en DTV : Tucker et Dale fightent le mal - Stake Land - Attack the Block - Black Death - Red, White & Blue
- Meilleur film international : The Troll Hunter - J'ai rencontré le Diable - La piel que habito - A Serbian Film - Amer - Kidnappés
- Meilleure acteur cinéma dans un rôle principal : Antonio Banderas (La piel que habito)
- Meilleure actrice cinéma dans un rôle principal : Rose Byrne (Insidious)
- Meilleure acteur cinéma dans un rôle secondaire : Michael Parks (Red State)
- Meilleure actrice cinéma dans un rôle secondaire : Lin Shaye (Insidious)
- Meilleur scénario : Tucker et Dale fightent le mal - Stake Land - Attack the Block - Red, White & Blue - La piel que habito - Black Death
- Meilleur musique : Insidious - Attack the Block - Stake Land - Black Death - Contagion - Wake Wood
- Meilleur maquillage/effet spéciaux dans un film : Attack the Block - Stake Land - Sweatshop - Skull - The Dead - The Woman
- Pire film : The Human Centipede II (Full Sequence) - Creature - Fright Night - Shark 3D

### 2013
- Meilleur film à large diffusion : La Cabane dans les bois - Sinister - Le Territoire des loups - L'Étrange Pouvoir de Norman - La Dame en noir
- Meilleur film avec une diffusion limitée ou sortie en DTV : Absentia - Kill List - Compliance - Poursuite mortelle - The Revenant
- Meilleur film international : Juan of the Dead - Malveillance - Rabies - Bedevilled - Cold Sweat
- Meilleure acteur cinéma dans un rôle principal : Liam Neeson (Le Territoire des loups)
- Meilleure actrice cinéma dans un rôle principal : Elizabeth Olsen (Silent House)
- Meilleure acteur cinéma dans un rôle secondaire : Fran Kranz (La Cabane dans les bois)
- Meilleure actrice cinéma dans un rôle secondaire :Traci Lords (Excision)
- Meilleur scénario : La Cabane dans les bois - Kill List - The Revenant - Rabies - The Secret
- Meilleur musique : Sinister - La Dame en noir - L'Étrange Pouvoir de Norman - Le Territoire des loups - The Innkeepers
- Meilleur maquillage/effet spéciaux dans un film : La Cabane dans les bois - Silent Hill: Revelation 3D - Monster Brawl - The Divide - The Loved Ones
- Pire film : Paranormal Activity 4 - The Apparition - Piranha 2 3D - Devil Inside - Smiley

### 2014

#### Meilleur film à large diffusion
- Conjuring : Les Dossiers Warren (The Conjuring)
  - Evil Dead
  - You're Next
  - Insidious : Chapitre 2 (Insidious: Chapter 2)
  - Mama

#### Meilleur film avec une diffusion limitée ou sortie enDTV
- V/H/S 2
  - Stoker
  - We Are What We Are
  - Berberian Sound Studio
  - Byzantium

#### Meilleur film international
- Ahí va el diablo
  - Los condenados
  - Wither
  - Tormented
  - Moo-seo-woon I-ya-gi

#### Meilleure acteur
- Elijah Wood pour le rôle de Frank Zito dans Maniac

#### Meilleure actrice
- Katharine Isabelle pour le rôle de Mary Mason dans American Mary

#### Meilleure acteur dans un second rôle
- Matthew Goode pour lme rôle de Charlie Stoker dans Stoker

#### Meilleure actrice dans un second rôle
- Lili Taylor pour le rôle de Carolyn Perron dans Conjuring : Les Dossiers Warren (The Conjuring)

#### Meilleur scénario
- You're Next
  - [[Stoker (film)|Stoker]]
  - We Are What We Are
  - Grabbers
  - Haunter

#### Meilleur musique
- Maniac
  - You're Next
  - Berberian Sound Studio
  - Byzantium
  - We Are What We Are

#### Meilleur maquillage/effet spéciaux dans un film
- Evil Dead
  - Frankenstein's Army
  - Bad Milo!
  - Hansel et Gretel : Witch Hunters
  - Grabbers

#### Pire film
- Texas Chainsaw 3D
  - Le Dernier Exorcisme : Part II
  - Dracula 3D
  - The Lords of Salem
  - American Nightmare

### 2015
Film

#### Meilleur film à large diffusion
- The Mirror
  - Godzilla
  - Catacombes
  - Dracula Untold
  - Les Âmes silencieuses

#### Meilleur film avec une diffusion limitée ou sortie enDTV
- Mister Babadook
  - Under the Skin
  - Housebound
  - The Sacrament
  - The Battery

#### Meilleur film international
- Big Bad Wolves
  - A Girl Walks Home Alone at Night
  - Les Sorcières de Zugarramurdi
  - La casa del fin de los tiempos
  - L'Étrange Couleur des larmes de ton corps

#### Meilleure acteur
- Daniel Radcliffe pour le rôle de Ignatius « Ig » Perrish dans Horns

#### Meilleure actrice
- Essie Davis pour le rôle de Amelia dans Mister Babadook

#### Meilleur acteur dans un second rôle
- Noah Wiseman pour le rôle de Samuel dans Mister Babadook

#### Meilleure actrice dans un second rôle
- Katee Sackhoff pour le rôle de Marie Russell dans The Mirror

#### Meilleur scénario
- Mister Babadook
  - The Mirror
  - Housebound
  - Life After Beth
  - Proxy

#### Meilleur musique
- 'Under the Skin
  - Big Bad Wolves
  - The Mirror
  - Only Lovers Left Alive
  - Starry Eyes

#### Meilleur maquillage/effet spéciaux dans un film
- Horns
  - Afflicted
  - Dead Snow 2
  - Late Phases
  - Starry Eyes

#### Pire film
- Ouija
  - Annabelle
  - Leprechaun: Origins
  - Tusk

Série TV

#### Meilleure série
- The Walking Dead
  - Penny Dreadful
  - Hannibal
  - American Horror Story
  - True Detective

#### Meilleure acteur TV
- Matthew McConaughey pour le rôle de Rustin S. Cohle dans True Detective

#### Meilleure actrice TV
- Sarah Paulson pour le rôle de Billie Dean Howard dazns American Horror Story

#### Meilleure acteur TV dans un second rôle
- Norman Reedus pour le rôle de Daryl Dixon dans The Walking Dead

#### Meilleure actrice TV dans un second rôle
- Gillian Anderson pour le rôle du Dr Bedelia Du Maurier dans Hannibal

#### Meilleur effet spéciaux dans une série
- The Walking Dead
  - Hannibal
  - The Strain
  - Penny Dreadful
  - True Blood

### 2016
Film
- Meilleur film à large diffusion : It Follows - Crimson Peak - Krampus - The Gift - The Visit
- Meilleur film avec une diffusion limitée : Vampires en toute intimité - We Are Still Here - Scream Girls - Anguish - Some Kind of Hate
- Meilleur film international : Goodnight Mommy - Når dyrene drømmer - Der Samuraï - Alleluia - Welp
- Meilleure acteur cinéma dans un rôle principal : Kurt Russell (Bone Tomahawk)
- Meilleure actrice cinéma dans un rôle principal : Maika Monroe (It Follows)
- Meilleure acteur cinéma dans un rôle secondaire : Joel Edgerton (The Gift)
- Meilleure actrice cinéma dans un rôle secondaire : Jessica Chastain (Crimson Peak)
- Meilleur scénario : Vampires en toute intimité - The Gift - Scream Girls - Anguish - The Midnight Swim
- Meilleur musique : It Follows - Crimson Peak - We Are Still Here - The Boy - The Editor
- Meilleur maquillage/effet spéciaux dans un film : Krampus - We Are Still Here - Bone Tomahawk - Deathgasm - Le Sanctuaire
- Pire film : Poltergeist - Paranormal Activity 5 : The Ghost Dimension - The Human Centipede III (Final Sequence) - Gallows

Série TV
- Meilleure série : Ash vs Evil Dead - Hannibal - The Walking Dead - Penny Dreadful - Salem
- Meilleure acteur TV dans un rôle principal : Bruce Campbell (Ash vs Evil Dead)
- Meilleure actrice TV dans un rôle principal : Eva Green (Penny Dreadful)
- Meilleure acteur TV dans un rôle secondaire : Richard Armitage (Hannibal)
- Meilleure actrice TV dans un rôle secondaire : Gillian Anderson (Hannibal)
- Meilleur effet spéciaux dans une série : The Walking Dead - Salem - Hannibal - American Horror Story - The Strain

### 2017
Film
- Meilleur film à large diffusion : The Witch - Green Room - Don't Breathe : La maison des ténèbres - 10 Cloverfield Lane - Ouija : Les Origines
- Meilleur film avec une diffusion limitée : The Jane Doe Identity - The Eyes of My Mother - The Invitation - Pas un bruit - I Am Not a Serial Killer
- Meilleur film international : Dernier train pour Busan - Baskin - The Strangers - Under the Shadow - The Similars
- Meilleure acteur cinéma dans un rôle principal : John Goodman (10 Cloverfield Lane)
- Meilleure actrice cinéma dans un rôle principal : Anya Taylor-Joy (The Witch)
- Meilleure acteur cinéma dans un rôle secondaire : Stephen Lang (Don't Breathe : La maison des ténèbres)
- Meilleure actrice cinéma dans un rôle secondaire : Jena Malone (The Neon Demon)
- Meilleur scénario : The Invitation - Pet - The Similars - Last Girl Standing - Trash Fire
- Meilleur musique : The Neon Demon - The Mind's Eye - The Witch - The Jane Doe Identity - Beyond the Gates
- Meilleur maquillage/effet spéciaux dans un film : Green Room - The Monster - Baskin - Night of Something Strange - The Mind's Eye
- Pire film : The Forest - 31 - Blair Witch - Boo! A Madea Halloween - Resident Evil : Chapitre final

Série TV
- Meilleure série :Strangers Things - Ash vs Evil Dead - Black Mirror - Channel Zero - L'Exorciste
- Meilleure acteur TV dans un rôle principal : Bruce Campbell (Ash vs Evil Dead)
- Meilleure actrice TV dans un rôle principal : Millie Bobby Brown (Strangers Things)
- Meilleure acteur TV dans un rôle secondaire : Jeffrey Dean Morgan (The Walking Dead)
- Meilleure actrice TV dans un rôle secondaire : Winona Ryder (Strangers Things)
- Meilleur effet spéciaux dans une série : Ash vs Evil Dead - The Walking Dead - American Horror Story - Channel Zero - Salem

### 2019

#### Meilleur film à large diffusion
- Hérédité (Hereditary)
  - Sans un bruit (A Quiet Place) – John Krasinski
  - Halloween – David Gordon Green
  - Overlord
  - Upgrade

#### Meilleur film à diffusion limitée
- Mandy
  - Anna et l'apocalypse
  - Revenge
  - Suspiria
  - Terrifier

#### Meilleur premier film
- Ghost Stories
  - Cargo
  - The Cleanse
  - The Dark
  - The Ranger

#### Meilleur film diffusé d'abord en streaming
- Bird Box
  - Le Bon Apôtre
  - Black Mirror : Bandersnatch
  - Cam
  - Verónica

#### Meilleur film international
- Terrified
  - Blue My Mind
  - Cold Hell
  - The Housemaid
  - La Nuit a dévoré le monde

#### Meilleur acteur
- Nicolas Cage pour le rôle de Red Miller dans Mandy
  - Nick Castle pour le rôle de Michael Myers (caméo) dans Halloween
  - James Jude Courtney pour le rôle de Michael Myers dans Halloween

#### Meilleure actrice
- Toni Collette pour le rôle de Annie Graham dans Hérédité (Hereditary)
  - Emily Blunt pour le rôle de Evelyn Abbott dans Sans un bruit (A Quiet Place)
  - Jamie Lee Curtis pour le rôle de Laurie Strode dans Halloween

#### Meilleur acteur dans un second rôle
- Alex Wolff pour Hérédité (Hereditary)

#### Meilleure actrice dans un second rôle
- Tilda Swinton pour Suspiria
  - Millicent Simmonds pour le rôle de Regan Abbott dans Sans un bruit (A Quiet Place)

#### Meilleur réalisateur
- Hérédité (Hereditary)
  - Revenge
  - Terrified
  - John Krasinski pour Sans un bruit (A Quiet Place)
  - Mandy

#### Meilleur scénario
- Hérédité (Hereditary)
  - Sans un bruit (A Quiet Place) – Scott Beck, John Krasinski et Bryan Woods
  - Cam
  - The Cleanse
  - The Cured

#### Meilleur musique
- Mandy
  - Ghost Stories
  - Hérédité (Hereditary)
  - Suspiria
  - Puppet Master: The Littlest Reich

#### Meilleur maquillage FX (effets spéciaux)
- Suspiria
  - Halloween – Christopher Allen Nelson
  - Mandy
  - Terrified
  - Terrifier
  - The Dark

#### Meilleure créature
- Le Rituel
  - Puppet Master: The Littlest Reich
  - The Cleanse
  - Cold Skin
  - Possum

#### Meilleur mort
- Hérédité (Hereditary)

#### Meilleure série
- The Haunting of Hill House
  - American Horror Story
  - Castle Rock
  - Channel Zero
  - Les Nouvelles Aventures de Sabrina

## Palmarès 2020

### 2020
- Meilleur film à large diffusion : Midsommar - Crawl - Doctor Sleep - Ça : Chapitre 2 - Wedding Nightmare - Us
- Meilleur film avec une diffusion limitée : The Lighthouse - Bliss - Daniel Isn't Real - In Fabric - Nightmare Cinema - Satanic Panic
- Meilleur premier film : Girl on the Third Floor - Braid - The Hole in the ground - Darlin' - Terre maudite
- Meilleur film diffusé d'abord en streaming : The Perfection - Eli - Dans les hautes herbes - Little Monsters - The Nightshifter - Velvet Buzzsaw
- Meilleur film international : Ils reviennent... - Incantations - Un couteau dans le cœur  - Koko-di Koko-da - Luz - Ne coupez pas !
- Meilleure acteur dans un rôle principal : Robert Pattinson (The Lighthouse)
- Meilleure actrice dans un rôle principal : Lupita Nyong'o (Us)
- Meilleure acteur dans un rôle secondaire : Willem Dafoe (The Lighthouse)
- Meilleure actrice dans un rôle secondaire : Eleisa Reck (Die weiße Frau 5)
- Meilleure réalisation : Midsommar - Bliss - Us - Doctor Sleep - The Lighthouse - Ne coupez pas !
- Meilleur scénario : Midsommar - Ne coupez pas ! - Us - Doctor Sleep - Wedding Nightmare - Satanic Panic
- Meilleur musique :Midsommar - The Lighthouse - Doctor Sleep - Luz - In Fabric
- Meilleur maquillage/effet spéciaux : The Dead Don't Die - Bliss - Girl on the Third Floor - Incantations - Depraved
- Meilleure créature : Scary Stories - Boar - Child's Play : La Poupée du mal - Itsy Bitsy - Sweetheart - The Lighthouse
- Meilleur mort : Midsommar
- Meilleure série : Strangers Things - Castle Rocks - Creepshow - Fais-moi peur ! - Into the Dark - Marianne

### 2021
- Meilleur film à large diffusion : Invisible Man - Freaky - Gretel et Hansel - The Hunt - Underwater
- Meilleur film avec une diffusion limitée : Color Out of Space - The Dark and the Wicked - Possessor - Relic - The Wolf of Snow Hollow
- Meilleur premier film : Come to Daddy - Amulet - Dead Dicks - Extra Ordinary - Sea Fever
- Meilleur film diffusé d'abord en streaming : Host - Anything for Jackson - The Beach House - His House - The Mortuary Collection - Run
- Meilleur film international : La Llorona - Bacurau - Blood Quantum - Impetigore - Sputnik
- Meilleure performance dans un rôle principal : Elisabeth Moss (Invisible Man)
- Meilleure performance dans un rôle secondaire : Clancy Brown (The Mortuary Collection)
- Meilleure réalisation : Invisible Man - The Dark and the Wicked - Anything for Jackson - Amulet - Relic - His House
- Meilleur scénario : Invisible Man - Bacurau - His House - Freaky - Come to Daddy
- Meilleur musique : Possessor - His House - Gretel et Hansel - The Dark and the Wicked - The Empty Man
- Meilleur maquillage/effet spéciaux : Possessor - Freaky - The Mortuary Collection - Gretel et Hansel - Random Act of Violence
- Meilleure créature : Color Out of Space - Come Play - His House - The Wretched - Amulet
- Meilleur mort : Invisible Man pour la mort d'Emily
- Meilleure réalisation non-fiction : The Last Drive-in With Joe Bob Briggs
- Meilleure série : What We Do in the Shadows - Dracula - The Haunting of Bly Manor - Helstrom - Lovecraft Country

### 2022

#### Meilleur film à large diffusion
- Malignant
  - Candyman
  - Last Night in Soho
  - La Proie d'une ombre
  - Sans un bruit 2

#### Meilleur film avec une diffusion limitée
- Psycho Goreman
  - Come True
  - Hurt
  - In the Earth
  - Loups-garous

#### Meilleur premier film
- Saint Maud
  - Censor
  - My Heart Can't Beat Unless You Tell It To
  - The Stylist
  - The Vigil

#### Meilleur film diffusé d'abord en streaming
- Fear Street, partie 3 : 1666
  - The Boy Behind the Door
  - Lucky
  - The Power
  - Violation

#### Meilleur film international
- Titane
  - Detention
  - La Reine de la Magie Noire
  - Lamb
  - The Feast

#### Meilleure performance dans un rôle principal
- Yahya Abdul-Mateen II pour Candyman

#### Meilleure performance dans un rôle secondaire
- Millicent Simmonds pour Sans un bruit 2 (A Quiet Place Part II)

#### Meilleure réalisation
- Last Night in Soho
  - La Proie d'une ombre
  - Saint Maud
  - Censor
  - Titane
  - Come True

#### Meilleur scénario
- La Proie d'une ombre
  - Saint Maud
  - Censor
  - Detention
  - Violation

#### Meilleure musique de film
- Halloween Kills – Cody Carpenter, John Carpenter et Daniel Davies
  - La Proie d'une ombre
  - Come True
  - Hurt
  - In the Earth

#### Meilleur maquillage FX (effets spéciaux)
- Halloween Kills – Christopher Allen Nelson
  - Hurt
  - Blood Red Sky
  - Spirale : L'Héritage de Saw
  - Kandisha

#### Meilleurs effets spéciaux de créature
- Psycho Goreman
  - The Green Knight
  - Black Friday
  - Affamés
  - V/H/S/94

#### Meilleur mort
- Fear Street, partie 1 : 1994

#### Meilleure réalisation non-fiction
- Woodlands Dark and Days Bewitched

#### Meilleure série
- Sermons de minuit
  - Brand New Cherry Flavor
  - Chucky
  - Creepshow
  - Souviens-toi... l'été dernier

### 2023

#### Meilleur film de première en streaming
- Prey

#### Meilleure performance dans un rôle principal
- Amber Midthunder pour le rôle de Naru dans Prey

#### Meilleure performance dans un second rôle
- Jenna Ortega pour le rôle de Tara Carpenter dans Scream

#### Meilleure conception de costumes
- Prey – Stephanie Portnoy Porter

#### Meilleur effets spéciaux de créature
- Prey – Alec Gillis et Tom Woodruff Jr.
  - Jurassic World : Le Monde d'après (Jurassic World Dominion) – John Nolan

#### Meilleure musique de film
- Halloween Ends – Cody Carpenter, John Carpenter, Daniel A. Davies

### 2024

#### Meilleurs effets spéciaux de créature
- Le Dernier Voyage du Demeter (The Last Voyage of the Demeter) – Göran Lundström